# Holoparamecus constrictus
Holoparamecus constrictus är en skalbaggsart som beskrevs av Sharp 1902. Holoparamecus constrictus ingår i släktet Holoparamecus och familjen svampbaggar. Inga underarter finns listade i Catalogue of Life.